# Département de Tulumba
Le département de Tulumba est une des 26 subdivisions de la province de Córdoba, en Argentine. Son chef-lieu est la ville de Villa Tulumba.
Le département a une superficie de 10 164 km2. Sa population s'élevait à 12 211 habitants au recensement de 2001.

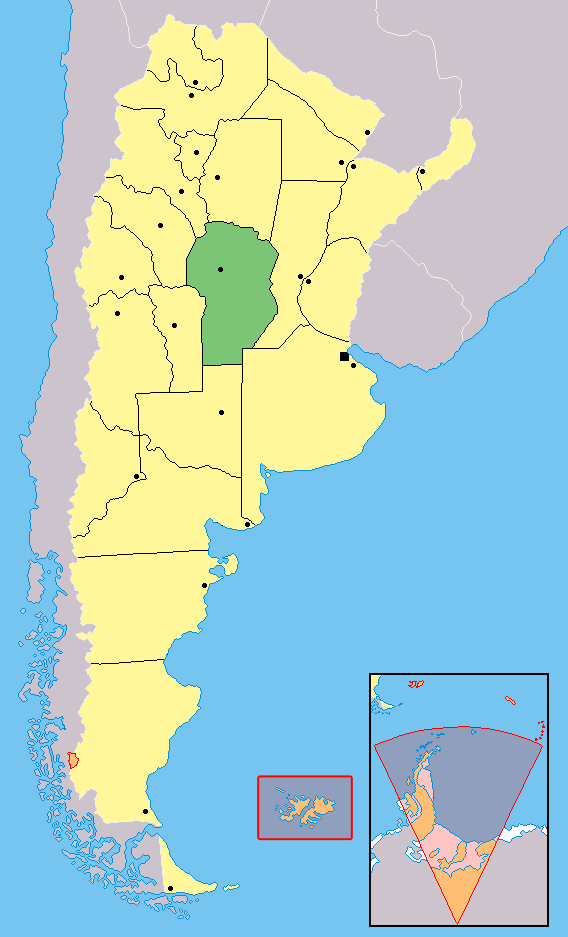
Localisation de la province de Córdoba en Argentine.